# Lista över ledamöter av Sveriges riksdags andra kammare 1879–1881
Ledamöter av Sveriges riksdags andra kammare mandatperioden 1879–1881.

## Stockholms stad
- John Berg
- Carl Björnstjerna
- Adolf Hedin
- Gustaf Lindmark
- Moritz Rubenson
- Johan Sjöberg
- Oscar Stackelberg
- Anders Victor Åbergsson
  - John Lovén (1880–1881)
- Carl Björn
- Gustaf Ericsson
- Alfred Fock
- Gustaf Gilljam
- Abraham Leijonhufvud
- Ludwig Peyron (1879–1880)
  - Adolf Erik Nordenskiöld (1881)
- Robert Themptander

## Stockholms län
- Sigge Ljunggren (Stockholms läns västra domsagas valkrets)
- Joachim Beck-Friis (Norra Roslags domsagas valkrets)
- Gustaf Jansson (Mellersta Roslags domsagas valkrets)
- Erik Gustaf Boström (Södra Roslags domsagas valkrets)
- Edvard Behmer (1879) (Enköpings, Södertälje, Norrtälje, Vaxholms, Öregrunds, Östhammars och Sigtuna valkrets)
  - ersatt av: Gustaf Ekdahl (1880–1881)

## Uppsala län
- Per Hübinette, nämndeman (Norunda och Örbyhus häraders valkrets)
- Bernhard Martin, jägmästare (Olands härads valkrets)
- Edvard Casparsson, f.d. kapten (Uppsala läns mellersta domsagas valkrets)
- Johan Fredrik Fredriksson, hemmansägare (Uppsala läns södra domsagas valkrets)
- Carl Gustaf Hammarskjöld, statsråd (Uppsala stad)

## Södermanlands län
- Johan Nordenfalk d.y. (Daga, Åkers och Selebo härads valkrets)
- Fredrik Wachtmeister, godsägare (Jönåkers, Rölö och Hölebo härad)
- Lars Ersson i Vik, hemmansägare (Oppunda och Villåttinge härader)
- Robert Arfwedson, bruksägare (Öster- och Väster Rekarne)
- Adolf Ferdinand Helander, förste lantmätare (Nyköping, Strängnäs, Mariefred och Trosa)
- Erik Albert Lundblad, vinlandlare (Eskilstuna och Torshälla)

## Östergötlands län
- Jakob Svensson (Kinda och Ydre domsagas valkrets)
- Isaac Asklöf (Björkekinds, Östkinds, Lösings, Bråbo och Memmings domsagas valkrets)
- August Anderson (Lysings och Göstrings domsagas valkrets) (1879–1880)
  - Olaus Olofsson (Lysings och Göstrings domsagas valkrets) (1880–1881)
- Jonas Andersson i Häckenäs (Aska, Dals och Bobergs domsagas valkrets)
- John Örwall, bruksägare (Risinge, Hällestads och Tjällmo domsagas valkrets)
- Carl Anders Larsson (Vifolka, Valkebo och Gullbergs domsagas valkrets)
- Ivar Koskull (Åkerbo, Bankekinds och Hanekinds domsagas valkrets)
- Niklas Fosser (Hammarkinds och Skärkinds domsagas valkrets)
- Nils Östling (Linköpings valkrets)
- Jöran Sääf (Norrköpings valkrets)
- Gustaf Lönegren (Norrköpings valkrets)
- Johan Gustaf Granlund (Vadstena, Söderköpings, Skänninge och Gränna valkrets)

## Jönköpings län
- Carl Mejenqvist (Västra härads domsagas valkrets)
- Samuel Johnson (Östra härads domsagas valkrets)
- Axel Wilhelm Wigardt (Östbo härads valkrets)
- Lars Johan Larsson (Västbo härads valkrets)
- Johan Anderson i Tenhult (Tveta, Vista och Mo härads valkrets)
- Gustaf Nordenskjöld (Norra och Södra Vedbo domsagas valkrets)
- Oscar Bergius (Jönköpings stads valkrets) (1879)
  - ersatt av: Frans Gustaf Sandwall (Jönköpings stads valkrets) (1880–1881)

## Kronobergs län
- Jonas Jonasson i Rasslebygd (Uppvidinge härads valkrets)
- August Sjö (Konga härads valkrets)
- Fredrik Petersson (Norrvidinge och Kinnevalds häraders valkrets)
- Carl Magni (Allbo härads valkrets)
- Carl Isak Bengtsson (Sunnerbo domsagas östra valkrets)
- Jöns Persson (Sunnerbo domsagas västra valkrets)

## Kalmar län
- Jonas Petter Nilsson (Norra Tjusts härads valkrets)
- Emil Key (Södra Tjusts härads valkrets)
- Johan Fredrik Carlsson (Sevede och Tunaläns domsagas valkrets)
- Carl Johan Svensén (Aspelands och Handbörds domsagas valkrets)
- Gustaf Jonsson i Skeppnetorp (Norra Möre och Stranda domsagas valkrets)
- Nils Petersson i Runtorp (Södra Möre domsagas östra valkrets)
- Jonas Jonasson i Gullaboås (Södra Möre domsagas västra valkrets)
- Anders Peter Danielsson (Ölands domsagas valkrets)
- Bertrand Lindgren (Västerviks och Oskarshamns valkrets)
- Ludvig Torpadie (Kalmar stads valkrets) (1879–1880) 
  - Zacharias Ahlin (Kalmar stads valkrets) (1881)
- Abraham Rundbäck (Växjö, Eksjö, Vimmerby och Borgholms valkrets)

## Gotlands län
- Anton Julius Lyth (Gotlands södra domsagas valkrets)
- Per Larsson i Fole (Gotlands norra domsagas valkrets)
- August Bokström (Visby valkrets)

## Blekinge län
- Pehr Pehrson i Törneryd (Bräkne domsagas valkrets)
- Anders Svensson i Lösen Östra härads domsagas valkrets
- Wilhelm Dahl (Karlshamns och Sölvesborgs valkrets)
- Anders Kristian Gasslander (Karlskrona stads valkrets)

## Kristianstads län
- Anders Nilsson i Rinkaby (Villands härads valkrets)
- Johan Jönsson i Axtorp (Norra Åsbo härads valkrets)
- Ola Olsson (Västra Göinge domsagas valkrets)
- Hans Johnsson (Östra Göinge domsagas valkrets)
- Sven Nilsson i Everöd (Gärds och Albo domsagas valkrets)
- Lasse Jönsson i Sandby  (Ingelstads och Järrestads domsagas valkrets)

## Malmöhus län
- Ivar Månsson i Trää (Onsjö härads valkrets) (1879)
- Eric Carl Alfred Piper, kammarherre (Färs härads valkrets)
- Nils Nilsson i Östra Äspinge, hemmansägare (Frosta härads valkrets)

## Hallands län
- Carl Aron Jönsson (Årstads och Faurås häraders valkrets)
- Carl Ifvarsson (Höks härads valkrets)
- Ivar Lyttkens (Halmstads och Tönnersjö häraders valkrets)
- Lars Börjesson (Himle härads valkrets)
- Johannes Bengtsson i Öxared (Fjäre och Viske häraders valkrets)
- Lars Andersson i Halmstad (Halmstads och Ängelholms valkrets)
- Anders Magnus Culin (Laholms, Falkenbergs, Varbergs och Kungsbacka valkrets)

## Göteborgs och Bohus län
- Anders Lind (Norrvikens domsagas valkrets)
- Axel Rosenquist af Åkershult (Lane och Stångenäs härads valkrets)
- Charles Dickson (Göteborgs stads valkrets)
- Oscar Ekman  (Göteborgs stads valkrets)
- S. A. Hedlund (Göteborgs stads valkrets)
- Sven Sjöblom (Göteborgs stads valkrets)
- Sigfrid Wieselgren (Göteborgs stads valkrets)

## Älvsborgs län
- August Börjesson (Marks härads valkrets)
- Gustaf Otterborg (Vedens och Bollebygds häraders valkrets)
- Gustaf Andersson i Sollebrunn (Flundre, Väne och Bjärke domsagas valkrets) (1879–1880)
- Fredrik Norén (Kinds härads valkrets)
- Josef Smedberg (Redvägs härads valkrets)
- Sven Andreasson (Vättle och Ale häraders valkrets)
- Axel Rutensköld (Kullings härads valkrets)
- Per Gustaf Sandberg (Ås och Gäsene domsagas valkrets)
- Anders Larsson i Flicksäter (Sundals härads valkrets)
- Sven Håkansson (Valbo och Nordals häraders valkrets)
- August Westerdal (Tössbo och Vedbo domsagas valkrets)
- Erik Sparre (Vänersborgs och Åmåls valkrets)
- Victor Ekenman (Borås, Alingsås och Ulricehamns valkrets)

## Skaraborgs län
- Anders Svenson i Edum (Åse, Viste, Barne och Laske domsagas valkrets)
- Anders Svenson i Bossgården (Kinnefjärdings, Kinne och Kållands domsagas valkrets)
- Johan Boström (Skånings, Vilske och Valle härads domsagas valkrets)
- Johannes Jonson i Fröstorp (Gudhems och Kåkinds domsagas valkrets)
- Fredrik Andersson i Saleby Korsgården (Vartofta och Frökinds domsagas valkrets)
- Sven Magnusson i Fors, (Vadsbo norra domsagas valkrets)
- Carl Andersson i Vallby (Vadsbo södra domsagas valkrets)
- J. M. A. Grenander (Mariestads, Skara och Skövde valkrets)
- Jonas Sandwall (Lidköpings, Falköping och Hjo valkrets)

## Värmlands län
- Lars Andersson i Ölme (Visnums, Väse och Ölme häraders valkrets)
- Johan Jansson i Saxån (Färnebo härads valkrets)
- Edvard Dahlgren (Mellansysslets domsagas valkrets)
- Anders Andersson i Smedbyn (Södersysslets domsagas valkrets)
- Niklas Biesèrt (Nordmarks domsagas valkrets)
- Arvid Jönsson i Östmark (Fryksdals domsagas övre tingslags valkrets)
- Jan Magnusson i Granbäckstorp, f. 1839 (Fryksdals domsagas nedre tingslags valkrets)
- Anders Bengtsson (Jösse domsagas valkrets)
- Jakob Fredrik Geijer (Älvdals och Nyeds domsagas valkrets) (1879)
  - Carl Ekman i Ekshärad, f 1830 (Älvdals och Nyeds domsagas valkrets) (1880–1881)
- Claes Herman Rundgren (Karlstads och Filipstads valkrets)
- Severin Löwenhielm (Kristinehamns, Askersunds, Nora och Lindesbergs valkrets)

## Örebro län
- Eric Ericsson i Väsby (Edsbergs, Grimstens och Hardemo häraders valkrets)
- Albert Giöbel (Kumla och Sundbo häraders valkrets)
- Per Nilsson i Råby (Örebro och Glanshammars häraders valkrets)
- Folke Andersson i Helgesta (Askers och Sköllersta häraders valkrets)
- Harald Ericsson (Lindes domsagas valkrets)
- Johan Johansson i Noraskog (Nora domsagas valkrets)
- Severin Löwenhielm (Kristinehamns, Askersunds, Nora och Lindesbergs valkrets)
- Henrik Halldin (Örebro valkrets)

## Västmanlands län
- Otto Karlsson, godsägare (Västmanlands läns södra domsagas valkrets)
- Gustaf Carlsson i Kröcklinge, rusthållare (Västmanlands läns västra domsagas valkrets)
- Christian Aspelin, disponent (Västmanlands läns norra domsagas valkrets)
- Johan Erik Johansson i Forneby, disponent (Västmanlands läns östra domsagas valkrets)
- Carl Wilhelm Linder, domprost (Västerås och Köpings valkrets)
- Alarik Fredenberg, f.d. kapten (Arboga och Sala valkrets)

## Kopparbergs län
- Bälter Swen Ersson (Ovansiljans domsagas valkrets)
- Liss Olof Larsson (Nedansiljans domsagas valkrets)
- Jan Andersson i Jönvik (Hedemora domsagas valkrets)
- Anders Hansson i Solberga (Falu domsagas valkrets)
- Emil Königsfeldt (Grangärde, Norrbärke och Söderbärke tingslags valkrets)
- Stormats Mathias Olsson (Malungs, Lima och Äppelbo samt Nås, Järna och Floda tingslags valkrets)
- Carl Florus Toll, f.d. major (Falu, Hedemora och Säters valkrets)

## Gävleborgs län
- Elof Berglöf (Ovansjö, Torsåkers och Årsunda samt Hedesunda och Österfärnebo tingslags valkrets)
- Erik Westin (Ockelbo och Hamrånge samt Hille och Valbo tingslags valkrets)
- Pehr Ericsson (Norra Hälsinglands domsagas valkrets)
- Olof Jonsson i Hov (Västra Hälsinglands domsagas valkrets)
- Magnus Jonsson i Vansäter (Södra Hälsinglands domsagas valkrets)
- Ferdinand Asker (Gävle valkrets)
- Wilhelm von Rehausen (Söderhamns och Hudiksvalls valkrets)

## Västernorrlands län
- Olof Perman, handlande (Torps, Tuna och Njurunda tingslags valkrets)
- Johan Boström, kyrkoherde (Ljustorps, Sköns, Indals och Selångers tingslags valkrets)
- Per Westman, hemmansägare (Boteå, Säbrå, Nora och Gudmundrå tingslags valkrets)
- Erik Petter Jonsson, hemmansägare (Sollefteå och Ramsele tingslags valkrets)
- Per Gustaf Näslund, hemmansägare (Norra Ångermanlands domsagas valkrets)
- Karl Henrik Berlin, läroverksadjunkt (Härnösands och Östersunds valkrets)
- Gustaf Ulrik Bergmansson, häradshövding (Sundsvalls valkrets)

## Jämtlands län
- Hans Andersson i Bringåsen (Hammerdals, Lits och Offerdals tingslags valkrets)
- Olof Larsson i Rödön (Ragunda, Revsunds, Brunflo och Rödöns tingslags valkrets)
- Gunnar Eriksson i Mörviken (Södra Jämtlands domsagas valkrets)

## Västerbottens län
- Gustaf Hæggström (1879) (Umeå, Nordmalings och Bjurholms tingslags valkrets)
  - ersatt av: Axel Cederberg (1880–1881)
- Anton Hellgrén, kronolänsman (Degerfors, Lycksele och Åsele tingslags valkrets)
- Johannes Mörtsell, skollärare, präst (Västerbottens norra domsagas valkrets)
- Nils Boström (Västerbottens mellersta domsagas valkrets)

## Norrbottens län
- Anders Bäckström (Piteå domsagas valkrets)
- Hans Fredrik Bergström (Luleå domsagas valkrets)
- Johan Grape (1879) (Kalix domsagas valkrets)
  - ersatt av: Fredrik Appelberg (1880–1881)
- Gustaf Burman (Torneå domsagas valkrets)
- Henrik Adolf Widmark (Luleå, Umeå, Piteå, Haparanda och Skellefteå valkrets)